# Carex hildebrandtiana
Carex hildebrandtiana är en halvgräsart som beskrevs av Johann Otto Boeckeler. Carex hildebrandtiana ingår i släktet starrar, och familjen halvgräs. Inga underarter finns listade i Catalogue of Life.